# Keolis
Keolis (formellt Groupe Keolis S.A.S) är ett franskt transportföretag med huvudkontor i Paris.  Keolis bedriver kollektivtrafik på entreprenad i 13 länder i  Europa,  Asien, Kanada, USA och Australien. Företaget ägs till 70 procent av det franska järnvägsbolaget SNCF och till 30 procent av det kanadensiska kapitalförvaltningsbolaget Caisse de dépôt et placement du Québec (CDPQ). Det har cirka 68 100 anställda (2023)
Keolis är numera huvudägare i Syntus BV, som är en sammanslagning av GVA och Gelderse Streekvervore-Maatschappij.

## Sverige
Keolis Sverige är ett helägt dotterbolag till Keolis Group. Bolaget grundades 1999 genom en sammanslagning av SL Buss och Näckrosbuss och fick namnet Busslink. 2010 bytte de namn till Keolis Sverige efter att Keolis Group hade köpt bolaget. 
I Sverige bedriver Keolis kollektivtrafik i Stockholm (SL), Västra Götaland (Västtrafik), Uppland (UL), Värmland (Värmlandstrafik), Dalarna (Dalatrafik) och Skåne (Skånetrafiken).
Totalt har Keolis Sverige cirka 4 700 medarbetare och en omsättning på drygt 5,8 miljarder kronor (2023).
Keolis är operatör för stadsbusstrafiken och spårvagnstrafiken i Lund på uppdrag av Skånetrafiken. Avtalet omfattar 100%  elbussar och avtal sträcker sig 12 år och 4 månader med trafikstart augusti 2023. .